# (35110) 1992 BJ2
1992 BJ2 (asteroide 35110) é um asteroide da cintura principal. Possui uma excentricidade de 0.09287840 e uma inclinação de 4.60851º.
Este asteroide foi descoberto no dia 30 de janeiro de 1992 por Eric Walter Elst em La Silla.